# Barskärs fjärden
Barskärs fjärden är en fjärd i Finland. Den ligger i Pargas stad i landskapet Egentliga Finland, i den sydvästra delen av landet, 180 km väster om huvudstaden Helsingfors.
Barskärs fjärden avgränsas av Råtnö i väster, Verkholm och Kalvholm i norr, Kasan i nordöst, Nagu Berghamn i öster, Boskär i sydöst, Hummelskär och Barskär i söder samt Stora Börsskär i sydväst. Den ansluter till Bärskärs fjärden i väster vid Råtnö, till Jungfruharu fjärden i sydväst vid Rimskär samt till Skärgårdsfjärden i sydöst vid Hjortronskär.